# Killingerud
Killingerud är en bebyggelse i Vitsands socken i Torsby kommun i Värmland öster om Mangslidälven. SCB klassade 2020 bebyggelsen som en småort.